# Resolução 237 do Conselho de Segurança das Nações Unidas
A Resolução 237 do Conselho de Segurança das Nações Unidas aprovada em 14 de junho de 1967, que instava o governo de Israel a garantir a segurança e o bem-estar dos habitantes das áreas onde as operações militares haviam ocorrido e a facilitar o retorno dos habitantes que haviam fugido. A resolução também recomendava aos governos em questão que respeitassem os princípios humanitários que regem o tratamento dos prisioneiros de guerra ea proteção das pessoas civis em tempos de guerra contidos nas Convenções de Genebra. O Conselho solicitou igualmente ao Secretário-Geral que acompanhasse a aplicação efetiva da presente resolução e apresentasse um relatório.